# Renato Piccoli
Renato Piccoli (San Michele Extra, 9 luglio 1947) è un ex calciatore italiano, di ruolo portiere.

## Carriera
Debutta in Serie A con il Verona nel campionato 1968-1969 in cui disputa 2 partite. In Serie B ottiene 106 presenze totali con le maglie di Verona, Modena, Avellino e Reggiana.
Inoltre conta 269 presenze in Serie C con sei squadre.